# Hunzibs
Los hunzibs son un pueblo indígena de Daguestán, en el Cáucaso septentrional, que vive en tres aldeas en el distrito de Tsuntinsky en las regiones superiores de la zona del río Andi Koysu. Tienen su propio idioma, el hunzib, y siguen principalmente el Islam sunita, que se extendió entre el pueblo hunzib alrededor del siglo VIII o IX. El Islam se consolidó entre los hunzib alrededor de los siglos XVI y XVII. La tierra donde habitan los hunzibs formaba parte de Kanato avar. La única vez que los hunzibs fueron contados como un grupo étnico distinto en el censo ruso fue en 1926, cuando 105 personas informaron ser hunzibs étnicos. Posteriormente, fueron incluidos como ávaros en los censos rusos. En 1967, se estimaba que había alrededor de 600 hunzibs étnicos (E. Bokarev).